# Helicóptero utilitário

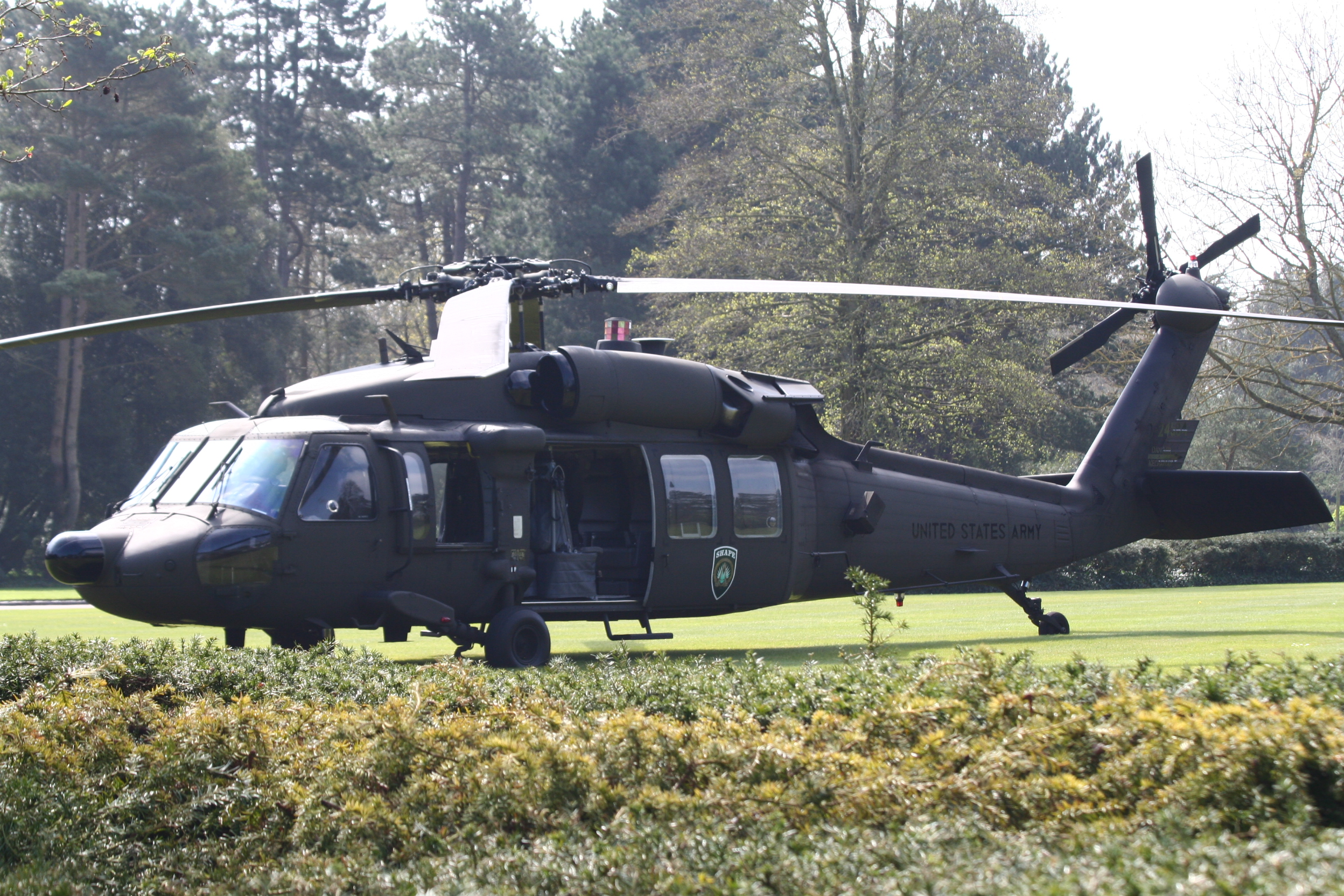
O Sikorsky UH-60 serve tanto para transporte de tropas quanto ataque ao solo

Um helicóptero utilitário é um helicóptero multiuso capaz de cumprir muitas funções diferentes.

## Civil
Muitos helicópteros civis são feitos para trabalhos utilitários, como aeronaves agrícolas. Muitos departamentos de polícia e bombeiros mantêm e operam helicópteros utilitários para auxiliar suas forças regulares. Em muitos países, os serviços hospitalares locais operam helicópteros de evacuação médica para casos especiais urgentes.

## Militar

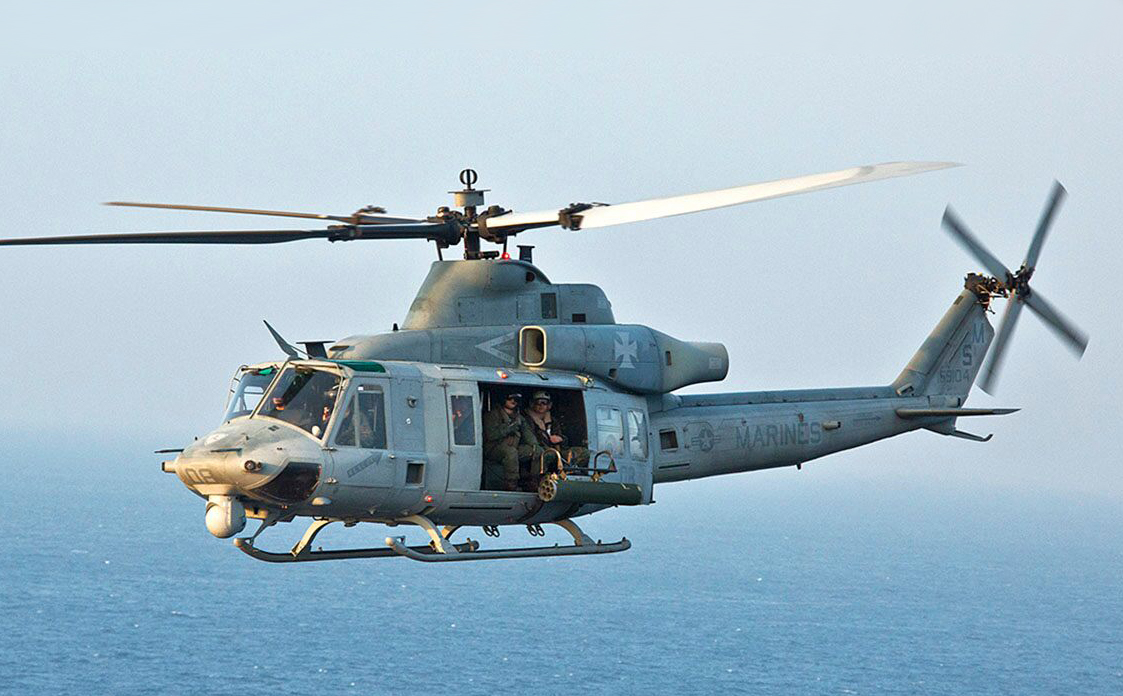
Um helicóptero UH-1Y Venom é visto a caminho do acampamento Schwab em Okinawa, no Japão, em 9 de novembro de 2017

Um helicóptero militar utilitário pode desempenhar funções como ataque terrestre, assalto aéreo, logística militar, CASEVAC, evacuação médica, comando e controle e transporte de tropas. Alguma sobreposição de terminologia é inevitável com o helicóptero de transporte.
Exemplos proeminentes de helicópteros utilitários incluem a família americana Bell Huey, a série russa Mil Mi-2 e a francesa Aérospatiale Alouette III.